# Buena Vista (norra Tantoyuca kommun)
Buena Vista är en ort i Mexiko.   Den ligger i kommunen Tantoyuca och delstaten Veracruz, i den sydöstra delen av landet, 240 km norr om huvudstaden Mexico City. Buena Vista ligger 170 meter över havet och antalet invånare är 271.
Terrängen runt Buena Vista är huvudsakligen platt. Buena Vista ligger uppe på en höjd. Runt Buena Vista är det ganska tätbefolkat, med 72 invånare per kvadratkilometer. Närmaste större samhälle är Tantoyuca, 10,9 km sydväst om Buena Vista. Trakten runt Buena Vista består till största delen av jordbruksmark.